# Commune de Mäetaguse
La commune de Mäetaguse (Mäetaguse vald) est une commune d'Estonie dans le Virumaa oriental. Sa population est de 1 709 habitants(01/01/2012).

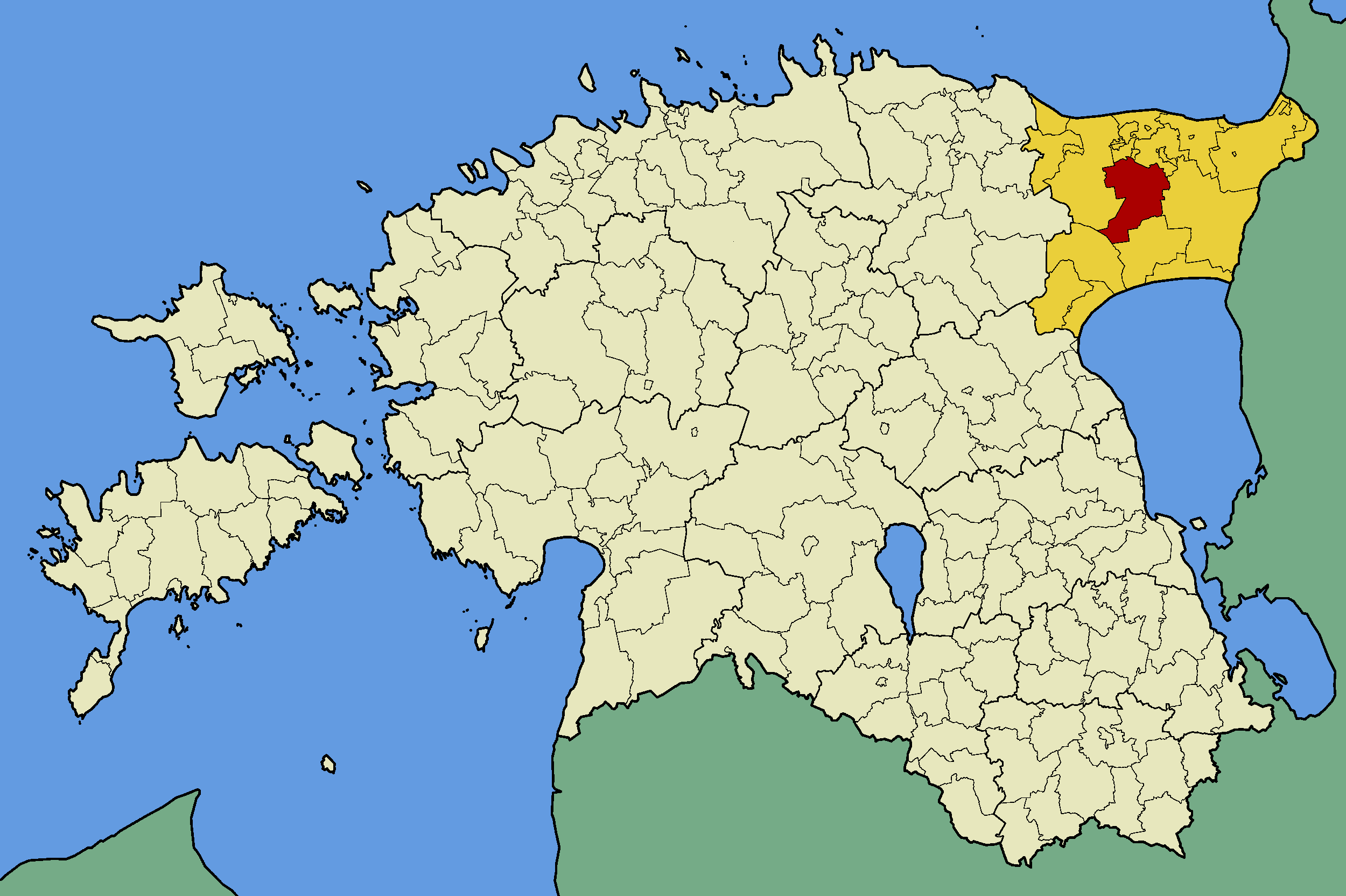
Commune de Mäetaguse (rouge)
dans le Virumaa oriental (jaune).

## Municipalité
La commune comprend un bourg et 20 villages :

## Bourg
Mäetaguse

### Villages
Apandiku, Aruküla, Arvila, Atsalama, Ereda, Jõetaguse, Kalina, Kiikla, Liivakünka, Metsküla, Mäetaguse, Pagari, Rajaküla, Ratva, Tarakuse, Uhe, Võhma, Võide, Võrnu, Väike-Pungerja.